# Danny Seguin
Dan George Seguin (Kanada, Ontario, Greater Sudbury, 1948, június 7.–) profi jégkorongozó.

## Karrier
Az OHA-ban szereplő Kitchener Rangersben kezdte pályafutását, ahol három szezont töltött. Mikor ezt a junior ligát kinőtte, a CHL-beli Memphis South Stars és az Iowa Starshoz került. Következő idényét az AHL-ben folytatta (Rochester Americans). 1970–1971-ben két NHL csapatban is szerepelt: Először a Minnesota North Starsban, majd a Vancouver Canucksban, majd ismét visszakerült az AHL-be. Két idényt töltött a WHL-ben szereplő Seattle Totemsnél, ahol jól játszott, és 1 mérkőzésre 1974-ben felkerült a Canuckhoz, amin egy gólt ütött. Ezután már csak a CHL-ben (Seattle Totems, Tulsa Oilers) és az AHL-ben (Rhode Island Reds) játszott.

## Dijai
- CHL Second All-Star Team: 1970, 1975
- WHL First All-Star Team: 1973